# Hannah Dodd
Hannah Francesca Katie Dodd (Colchester, 17 de mayo de 1995) es una actriz y modelo británica, conocida por interpretar a Sophia Fitzwilliam en Harlots (2018-2020) y a Thea Raphael en la serie Encuéntrame en París (2018) de Disney+.

## Biografía

### Infancia y juventud
Hannah Dodd nació el 17 de mayo de 1995 en Colchester y creció en Leavenheath en la frontera entre Essex y Suffolk. Asistió a la Academia Ormiston Sudbury. Ha estado bailando desde que tenía dos años. Asistió a un curso en el Evolution Foundation College, del cual ahora es patrocinadora, antes de graduarse con una licenciatura en Danza Teatral en el London Studio Centre en 2017.

### Carrera
Comenzó su carrera como modelo cuando tenía 16 años cuando firmó con un contrato con la agencia de modelos Select Model Management, posteriormente utilizó el dinero que ganó para financiar sus estudios. Entre otras marcas ha modelado para Primark, Topshop, Boden y Monsoon Accessorize antes de conseguir un trabajo con Burberry en 2014 cuando tenía 19 años junto a Romeo Beckham.
En 2018 hizo su debut televisivo en la serie de Hulu Encuéntrame en París y en la serie británica Harlots donde interpreta el papel de Thea Raphael, un papel principal, y Sophia Fitzwilliam, un papel recurrente, respectivamente. En 2022 Interpretó a Sandra, la forma adulta ilusoria de Sprite en la película Eternals de Universo cinematográfico de Marvel dirigida por Chloe Zhao. Al año siguiente, apareció como una versión joven del personaje de Sienna Miller durante sus años universitarios en la miniserie de Netflix de 2022 Anatomy of a Scandal.
En 2022 fue seleccionada para interpretar un papel secundario en la película de Netflix Enola Holmes 2 y en la película Flowers in the Attic: The Origin, una precuela de la miniserie de Lifetime basada en la novela Garden of Shadows. En mayo de 2022, se anunció que reemplazaría a Ruby Stokes en la tercera temporada del drama de época de Netflix producido por Shondaland, Bridgerton donde interpreta el personaje de Francesca, la sexta hija de los Bridgerton.
En mayo de 2025, Dodd hizo su debut en el West End londinense como Sally Bowles en la obra de teatro Cabaret en el Playhouse Theatre (ahora llamado The Kit Kat Club para esta producción) junto a Rob Madge por una temporada limitada hasta septiembre de 2025.

## Filmografía

### Películas
| Año  | Título                  | Papel                  | Notas         | Ref.   |
| ---- | ----------------------- | ---------------------- | ------------- | ------ |
| 2019 | Fighting with My Family | Townie                 |               |        |
| 2021 | Eternals                | Sandra                 |               |        |
| 2022 | Enola Holmes 2          | Sarah Chapman / Cicely |               | [ 18 ] |
| —    | Family Secrets          | —                      | Posproducción | [ 19 ] |

### Series de televisión
| Año           | Título                           | Papel                      | Notas                                                                    | Ref.   |
| ------------- | -------------------------------- | -------------------------- | ------------------------------------------------------------------------ | ------ |
| 2018-2020     | Find Me in Paris                 | Dorothea «Thea» Raphael    | Papel principal (temporadas 1–2); recurrente (temporada 3); 54 episodios | [ 11 ] |
| 2018-2019     | Harlots: cortesanas              | Sophia Fitzwilliam         | Papel recurrente (temporadas 2–3) 5 episodios                            |        |
| 2020          | Pandora                          | Jennifer                   | Episodio: «Don't Think Twice, It's All Right»                            |        |
| 2022          | Anatomía de un escándalo         | Sophie Whitehouse de joven | Miniserie; 4 episodios                                                   |        |
| 2022          | Flowers in the Attic: The Origin | Corinne Foxworth           | Miniserie; 3 episodios                                                   |        |
| 2024-presente | Bridgerton                       | Francesca Bridgerton       | Temporada 3; 8 episodios                                                 | [ 15 ] |
| 2024          | The Road Trip                    | Grace                      | 3 episodios                                                              | [ 20 ] |

### Vídeos musicales
| Año  | Canción          | Álbum                        | Artista       | Notas | Ref.   |
| ---- | ---------------- | ---------------------------- | ------------- | ----- | ------ |
| 2020 | Six Days in June | Half Drunk Under a Full Moon | The Fratellis |       | [ 21 ] |

### Obras de teatro
| Año  | Título  | Papel        | Teatro            | Ref.   |
| ---- | ------- | ------------ | ----------------- | ------ |
| 2025 | Cabaret | Sally Bowles | Playhouse Theatre | [ 17 ] |